# Sånger vid brasan
Sånger vid brasan utkom 1970 och är ett musikalbum med den kristna sångaren Artur Erikson. På fyra av sångerna medverkar även Anna-Lena Löfgren. 

## Låtlista

### Sida 1
1. En visa om Skaparen
2. Men liljorna de växa upp om våren
3. I Guds händer vilar hela världen
4. Blomman som inte visste sitt namn
5. Guds som haver barnen kär
6. Tryggare kan ingen vara

### Sida 2
1. Fågelungarna
2. En mörkröd ros
3. fem smutsiga små fingrar
4. Var jag går i skogar berg och dalar
5. Aftonbön (Scarlett ribbons)
6. Standing in the need of prayer